# Ídol de Tara
L'Ídol de Tara és la designació popular amb què es coneix una figura de terracota decorada amb mangra, que es troba exposada al Museu Canari de Las Palmas de Gran Canària (inventariada amb el núm. 2899). S'identifica amb el culte a la fertilitat i amb el paper social de la dona entre els antics pobladors de l'illa de Gran Canària (Illes Canàries), i s'ha considerat que reflecteix algun tipus de ritual relacionat amb cerimònies prenupcials.

## Descripció
Es una figura femenina en postura sedent, amb les cames encreuades i els braços en gerra sobre la cintura. Els braços estan partits, però poden observar-se en la figura les empremtes que indiquen el lloc on recolzaven. Els bíceps i cuixes de l'estatueta són voluminosos, aparentment desmesurats pel que fa a la seua grandària: uns 26 cm d'alçada i quasi 24 cm d'amplària. Té el coll llarg, del qual ix un cap petit amb trets esquemàtics. Tècnicament, cap, bíceps i cuixes són buits. La seua gran grandària i pes explicaria que s'alleugeriren, buidant braços o modelant cames i torsos completament buits. S'aprecien les marques fetes per assenyalar el melic, la vulva, les fosses nasals i els ulls. El nas, la boca i els ulls es delinearen amb incisions. S'usà ocre roig (mangra) per pintar gairebé tot l'ídol. A més es va brunyir per donar-li llustre, especialment en les parts sense pintura.

## Descobriment: controvèrsies i números d'inventari
L'ídol formava part de la col·lecció particular del Dr. Gregorio Chil i Naranjo (Telde, 1831-Las Palmas de Gran Canària, 1901), que la va donar al Museu Canari igual que va fer amb la resta de materials de la seua col·lecció. El doctor Chil exhibí aquesta figura en l'Exposició Universal de París de 1878, i és possible que també l'hagués presentat abans, al 1875, al Congrés Internacional d'Americanistes de Nancy (França), al qual envià algunes terracotes i ídols, a més d'altres materials, per a la mostra d'antiguitats realitzada en paral·lel. Tot i que la major part del llegat de Chil ingressà formalment al Museu Canari després de la seua defunció al 1901, l'anomenat ídol de Tara ja hi havia estat donat amb anterioritat i s'havia exposat en les seues vitrines almenys des de 1887, quan apareixia en els inventaris amb el núm. de registre 249, hui obsolet.

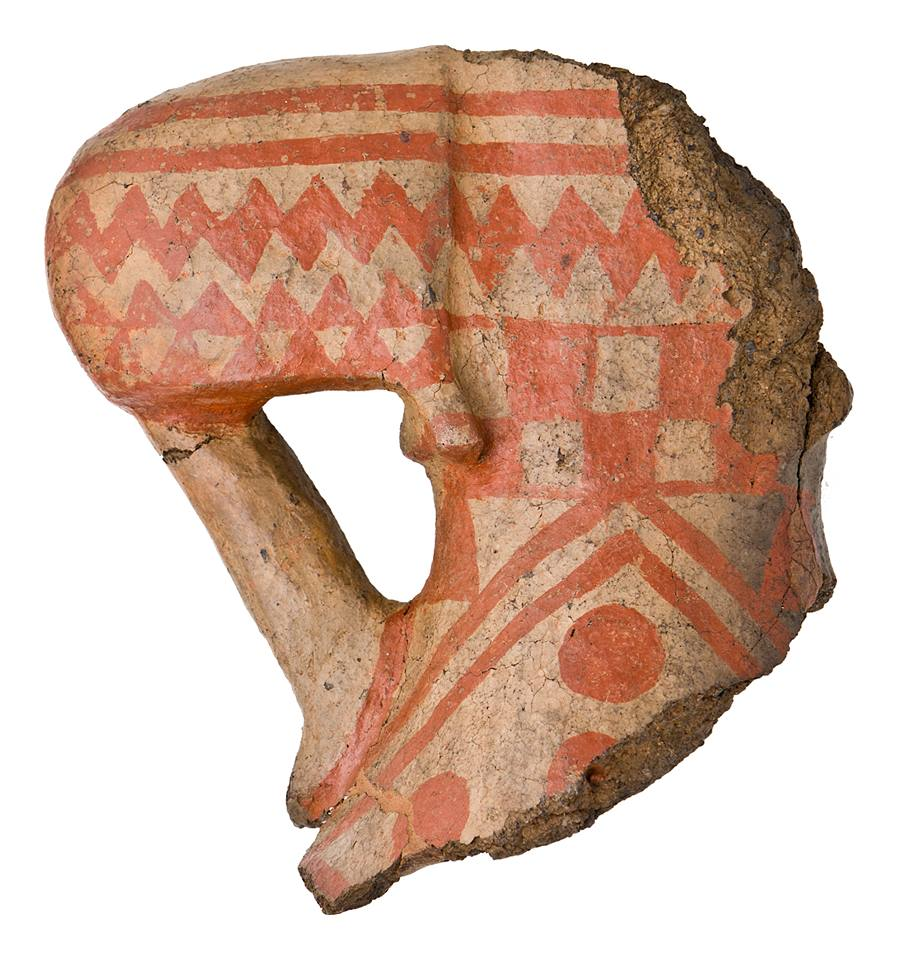
Fragment d'ídol trobat a Tara (Telde) el 1957. El Museu Canari, Las Palmas de Gran Canària

La identificació i procedència d'aquesta figura és problemàtica i controvertida. Malgrat la designació popular com a "ídol de Tara" es refereix al poblat indígena canari de Tara a Telde, no hi ha prou dades arqueològiques per atribuir a aquest jaciment el lloc de procedència. Actualment només és possible afirmar que la peça prové de Gran Canària, sense més concreció, tal com apareix en tots els escrits de Chil quan s'hi refereix. La designació popular com a ídol de Tara es deu a una confusió iniciada cap al 1960, quan una tradició erudita, provinent de Simón Benítez (Las Palmas de Gran Canària, 1890-1976), historiador i conservador del Museu Canari, i pel folklorista Néstor Álamo, insisteix a vincular aquesta peça al referit poblat teldenc per la seua semblança amb un fragment d'ídol trobat ací en les excavacions efectuades al 1957. Aquest fragment, que conserva el Museu Canari amb el núm. d'inventari 2880, fou denominat pel mateix Néstor Álamo "ídol de Tara" en un article publicat en la Revista de Historia Canaria de la Universitat de la Laguna el 1958 (reproduït en el Diario de Las Palmas el 7 d'abril de 1960). Més tard, l'investigador Frederick E. Zeuner publicà un estudi dels ídols grancanaris en una revista especialitzada de Londres. En aquest article es relaciona el fragment en qüestió amb un altre ídol conservat al Museu Canari, en aquells dies registrat amb el núm. 629 i corresponent a l'actual 2899. Sobre aquesta última figura, hui coneguda erròniament com a “ídol de Tara”, s'assegura que l'origen n'és desconegut, tot i que en un peu de foto s'indica “probably from Telde or Tara” ("probablement de Telde o Tara"). Una nota del mateix article assegura que Simón Benítez Padilla considerava que era possible que l'ídol procedís de Tara.
Hi ha una teoria recent que afirma que la peça prové de Gáldar. Celso Martín, arqueòleg galdenc i primer director general de Patrimoni Històric del Govern de Canàries, afirmà que el lloc de procedència de l'ídol seria la zona de Gáldar, denominada «Palau del nucli antic», també anomenat «Palau dels Guanartemes», on hui hi ha l'església de Santiago i la Cova Pintada. Aquesta teoria, la recolza Francisco Peinado, que, en revisar un manuscrit de Chil conservat al Museu Canari, identificà amb l'epígraf núm. 68: «quatre peces trobades a Gáldar que formen un ídol». Basant-se en la tipologia i grandària semblants a l'ídol de Tara i en nous fragments trobats a Gáldar, Peinado argüeix que el lloc de procedència i l'escola ceràmica serien les mateixes. Ni en les descripcions, però, ni en els inventaris antics del museu es consigna aquesta localitat, ni cap altra, per a la peça núm. de registre 2.899. A més, el Museu Canari conserva altres nou fragments d'ídols de factura pareguda a l'ídol de Tara els orígens dels quals se situen de manera inequívoca en llocs molt distants entre si, sempre dins de l'illa de Gran Canària, la qual cosa invalidaria l'argument de la semblança tipològica.
Segons el Museu Canari, en un catàleg que publicà l'any 2000, com la procedència de l'ídol no s'ha provat, el nom més apropiat per la figureta hauria de ser Ídol de Chil.
En el manuscrit de Chil la peça apareix amb el núm. d'inventari 249; en l'inventari de Pérez Barradas (publicat al 1994) figura amb el núm. 622, i el Museu Canari li assignà el núm. 2899.